# Nadnotecki Instytut UAM w Pile
Nadnotecki Instytut UAM w Pile – jedna z 4 filii Uniwersytetu im. Adama Mickiewicza w Poznaniu.

## Historia
Zamiejscowy Ośrodek Dydaktyczny w Pile powstał w 2004 roku, wskutek uchwały Senatu UAM. Od roku akademickiego 2016/2017, zarządzeniem Rektora UAM, ośrodek funkcjonuje jako Nadnotecki Instytut UAM w Pile.

## Kierunki kształcenia
Dostępne kierunki:
- Gospodarka Przestrzenna
- Technologie Informatyczne

## Poczet dyrektorów
- prof. dr hab. Stanisław Lorenc (2010–2019)
- dr Paweł M. Owsianny (od 2019)